# Tank Force
Tank Force (タンクフォース?, Tanku Fōsu) è un videogioco sparatutto multidirezionale arcade pubblicato dalla Namco nel 1991. Fu l'ultimo videogioco a girare sull'hardware del System 1 (che era rimasto in uso per quattro anni) ed è il seguito di Battle City, che era stato pubblicato sei anni prima, e di Tank Battalion, uscito cinque anni prima di esso (quindi undici anni prima di Tank Force).
La versione statunitense del gioco è stata anche il primo videogioco di sette dell'azienda a visualizzare su schermo il messaggio del Federal Bureau of Investigation: "Winners Don't Use Drugs", ovvero "I vincenti non si drogano", durante l'attract mode - gli altri sono Steel Gunner 2, F/A, Cosmo Gang the Puzzle, Knuckle Heads, Lucky & Wild e Numan Athletics. Exvania e Super World Court, che furono esclusive giapponesi, possono comunque visualizzare il messaggio in attract mode se l'opzione "Display FBI Screen" viene impostata su "Yes".

## Modalità di gioco
Il gameplay è molto simile a quello di Tank Battalion, ma ci sono differenze come: fino a due giocatori (sui cabinati upright) o fino a quattro (su quelli cocktail) possono giocare simultaneamente, ci sono sette nuovi tipi di carro armato ("regolare") nemico (Normal Tanks, Speed Tanks, Hard Tanks, Big Tanks, Rapid Tanks, Tomahawk Tanks e Jeeps) e ci sono quindici tipi di potenziamenti (Bonus 500, 1000, 2000 e 3000, Shot Powerup, 4-Way Shot, Hyper Shot, Ripple Laser, Twin Shot, Small, Shield, Bomb Attack, Timer Stop, Force Field e Extend) che appaiono in gioco e, una volta raccolti, potenziano la potenza di fuoco del carro armato e aumentano il punteggio (il giocatore con il punteggio più alto alla fine di un round conquista il proprio esagono sulla mappa del mondo).
Ogni round si svolge su una mappa di dimensioni 17x13 blocchi, invece di quella 13x13 di Tank Battalion e Battle City. I nemici entrano in gioco dall'estremità superiore dello schermo, anziché apparire dal nulla, tuttavia talvolta possono arrivare anche dal lato sinistro o da quello destro, ogni quarto round è un "boss" round in cui i giocatori devono combattere contro Train Cannons, AK Tanks e Boss Cannons alla sommità dello schermo, oltre ad affrontare i nemici regolari del round.
I giocatori non possono distruggere le mura della propria base, quando un giocatore spare a un alleato, quest'ultimo viene spinto indietro (anziché venir stordito per qualche secondo). Il finale del gioco viene mostrato dopo aver completato tutti e trentasei i round. Il diciassettesimo round è fatto in modo da ricordare Pac-Man, nonostante Tōru Iwatani non fosse coinvolto nello sviluppo del titolo.